# Phyllachora leeicola
Phyllachora leeicola är en svampart som beskrevs av Ananthan. 1964. Phyllachora leeicola ingår i släktet Phyllachora och familjen Phyllachoraceae.   Inga underarter finns listade i Catalogue of Life.